# Gouvernement Yanev II
Pour l’article homonyme, voir Gouvernement Yanev.
République de Bulgarie
Yanev I Petkov
Le deuxième gouvernement Yanev (en bulgare : Правителство на Стефан Янев 2) est le gouvernement d'office de la république de Bulgarie en fonction entre le 16 septembre et le 13 décembre 2021.

## Historique et coalition
Dirigé par le Premier ministre indépendant sortant Stefan Yanev, ce gouvernement exerce la direction de l'État jusqu'à la tenue des élections législatives anticipées du 14 novembre 2021. À ce titre, il n'est constitué et soutenu par aucun parti politique, l'Assemblée nationale se trouvant dissoute.
Il est formé à la suite de l'échec de la formation d'un gouvernement à la suite des élections législatives de juillet 2021.
Il succède donc au gouvernement précédent, constitué dans des conditions identiques à la suite de l'échec de la formation d'un gouvernement après les élections législatives d'avril 2021.

## Composition
- Par rapport au gouvernement Yanev I, les nouveaux ministres sont indiqués en gras, ceux ayant changé d'attributions en italique[3].

| Portefeuille                                                                        | Titulaire | Titulaire        | Parti |
| ----------------------------------------------------------------------------------- | --------- | ---------------- | ----- |
| Premier ministre                                                                    |           | Stefan Yanev     | Sans  |
| Vice-Premier ministre Ministre du Travail et de la Politique sociale                |           | Galab Donev      | Sans  |
| Vice-Premier ministre Ministre de l'Intérieur                                       |           | Boyko Rashkov    | Sans  |
| Vice-Premier ministre Chargé des Fonds européens                                    |           | Atanas Pekanov   | Sans  |
| Ministre des Finances                                                               |           | Valery Beltchev  | Sans  |
| Ministre de la Défense                                                              |           | Georgi Panayotov | Sans  |
| Ministre de la Santé                                                                |           | Stoycho Katsarov | Sans  |
| Ministre du Développement régional et des Travaux publics                           |           | Violeta Komitova | Sans  |
| Ministre de l'Éducation et de la Science                                            |           | Nikolaï Denkov   | Sans  |
| Ministre des Affaires étrangères                                                    |           | Svetlan Stoev    | Sans  |
| Ministre de la Justice                                                              |           | Yanaki Stoilov   | BSP   |
| Ministre de la Culture                                                              |           | Velislav Minekov | Sans  |
| Ministre de l'Environnement et de l'Eau                                             |           | Asen Lichev      | Sans  |
| Ministre de l'Agriculture, de l'Alimentation et des Forêts                          |           | Hristo Bozukov   | Sans  |
| Ministre des Transports et des Technologies de l'information et de la communication |           | Hristo Alexiev   | Sans  |
| Ministre de l'Économie                                                              |           | Daniela Vezieva  | Sans  |
| Ministre de l'Énergie                                                               |           | Andrey Zhivkov   | Sans  |
| Ministre du Tourisme                                                                |           | Stela Baltova    | Sans  |
| Ministre de la Jeunesse et des Sports                                               |           | Andrey Kuzmanov  | Sans  |